# Algoritmestyre
Algoritmestyre (også kendt som algoritmisk regulering, regulering med algoritmer, algoritmisk styring, algokratisk styring, algoritmisk retsorden eller algokrati) er en alternativ styreform eller social orden, hvor brugen af computeralgoritmer, især ved brug af kunstig intelligens og blockchain, anvendes på regulering, retshåndhævelse og generelt ethvert aspekt af hverdagen, såsom transport eller tinglysning. Begrebet algoritmestyre dukkede op i akademisk litteratur som et alternativ til algoritmisk styring i 2013. Det beslægtede udtryk algoritmisk regulering er defineret som at sætte standarden for, overvåge og ændre adfærd ved hjælp af beregningsalgoritmer — det omfatter automatisering af retsvæsenet. I forbindelse med blockchain er det også kendt som blockchain-styring.
Algoritmestyre skaber nye udfordringer, som ikke er behandlet i litteraturen om digital forvaltning og offentlig forvaltningspraksis. Nogle kilder sidestiller cyberstyre, der er en hypotetisk styreform, der udøves ved effektiv brug af information, med algoritmisk styring, selvom algoritmer ikke er det eneste middel til at behandle information. Nello Cristianini og Teresa Scantamburlo hævdede, at kombinationen af et menneskeligt samfund og visse reguleringsalgoritmer (såsom omdømmebaseret scoring) udgør en social maskine.

## Eksempler

### Intelligente byer
En intelligent by er et byområde, hvor indsamlede overvågningsdata bruges til at forbedre forskellige driftsopgaver. Forøgelse af beregningskraften tillader mere automatiseret beslutningstagning og erstatning af offentlige instanser med algoritmisk styring. Især kan den kombinerede brug af kunstig intelligens og blockchains til IoT føre til skabelsen af bæredygtige intelligente by-økosystemer. Intelligent gadebelysning i Glasgow er et eksempel på vellykket anvendelse af AI-algoritmer. 
Kryptovaluta-millionæren Jeffrey Berns foreslog, at lokale regeringer i Nevada skulle drives af techfirmaer i 2021. Berns købte 271 km² i Nevadas landlige Storey County for 170 mio. amerikanske dollar (ca. 1,2 mia. danske kroner) i 2018 for at udvikle en intelligent by med mere end 36.000 indbyggere, der kunne generere en årlig produktion på 4,6 mio. amerikanske dollar. Kryptovaluta vil være tilladt for betalinger. I Saudi-Arabien hævder planlæggerne af The Line, at den vil blive overvåget af AI for at forbedre livet ved at bruge data og prædiktiv modellering.

### Intelligente kontrakter
Intelligente kontrakter, kryptovalutaer og decentraliserede autonome organisationer nævnes som midler til at erstatte traditionelle måder at styre på. Kryptovalutaer er valutaer, som styres af algoritmer uden en statslig centralbank. Digitale centralbankpenge anvender ofte lignende teknologi, men er adskilt ved det faktum, at de styres af en centralbank. Det bliver snart taget i anvendelse af organisationer og regeringer som EU og Kina. Intelligente kontrakter er kontrakter, der kan udføres selv, hvis mål er at reducere behovet for betroede statslige mellemmænd, voldgifter og håndhævelsesomkostninger. En decentraliseret autonom organisation er en organisation, repræsenteret af intelligente kontrakter, der er gennemsigtig, kontrolleret af aktionærer og ikke påvirket af en central regering. Intelligente kontrakter er blevet diskuteret til brug som (midlertidige) ansættelseskontrakter og automatisk overførsel af midler og ejendom (dvs. arv, efter registrering af en dødsattest). Nogle lande, som Georgien og Sverige, har allerede lanceret blockchain-programmer med fokus på ejendom (jordtitler og ejendomsret) Ukraine ser også på andre områder, såsom offentlige registre.